# رجل في عيون امرأة (فلم)
رجل في عيون امرأة هو فلم دراما مصري من إخراج جمال عمار وبطولة إلهام شاهين، صلاح ذو الفقار، حاتم ذو الفقار، شروق، حسن حسني ومحمود العراقي.

## نبذة
عوافي فتاة صغيرة تعيش مع والديها عبدالمتعال الذي يعمل في الطاحونة، يربط الحب بينها وبين طالب الطب حسنين ابن شيخون الثري صاحب الطاحونة والذي يطمع فى أن يكون عمدة البلدة، يعارض شيخون زواج ابنه من عوافي للفارق الاجتماعي بينهما، ويغرر بها ويتركها، وتتوجه للبحث عنه بعد أن باتت حبلى.

## طاقم العمل
- إلهام شاهين بدور عوافى / زينب
- صلاح ذو الفقار بدور شيخون
- حاتم ذو الفقار بدور حسنين
- شروق بدور نوسة
- حسن حسني بدور عبد المتعال [1]
- محمود العراقي بدور عزيز

## وصلات خارجية
- رجل في عيون امرأة على موقع قاعدة بيانات الأفلام العربية